# زوتفلد
زوتفلد (به آلمانی: Suthfeld) یک شهر در آلمان است که در شاومبورگ واقع شده‌است. زوتفلد ۱٬۴۹۲ نفر جمعیت دارد.